# مارتن متشلنير
مارتن متشلنير (بالإنجليزية: Martin Michlmayr)‏ هو مطور في دبيان يعمل في إدارة الجودة. متشلنير أصبح عضو في مشروع دبيان في عام 2000, وسرعان ما بدأ العمل باعتباره مديرلـ membership) New Maintainer). عمل فيما بعد بوصفه عضوا في المكتب الامامي الذي ينسق عملية الصيانة الجديدة. في مارس 2003 انتخب كقائد لمشروع دبيان  وبعد عام تمت عملية انتخابه للمنصب مجددا. وخلفه في هذا المنصب براندن روبنسون في أبريل 2005.
حصل متشلنير على دكتوراه في الفلسفة من جامعة كامبريدج في عام 2007، بعد أن عمل في إدارة الجودة، ومدير إصدارات في البرمجيات الحرة.

## وصلات خارجية
- صفحة متشلنير الشخصية